# Aaron Brown (lekkoatleta)
Aaron Brown (ur. 27 maja 1992 w Toronto) – kanadyjski lekkoatleta specjalizujący się w biegach sprinterskich.
W 2009 roku zajął 2. miejsce w biegu na 100 m na mistrzostwach świata juniorów młodszych. Rok później zdobył brązowy medal w biegu na 200 metrów podczas mistrzostw świata juniorów w Moncton. W 2013 i 2015 sięgnął po brąz w sztafecie 4 × 100 metrów podczas mistrzostw świata w Moskwie i w Pekinie, w 2016 w Rio de Janeiro w tej samej konkurencji zdobył brązowy medal olimpijski. Złoty medalista IAAF World Relays (2017). W 2021 zdobył srebrny medal igrzysk olimpijskich. Rok później, na mistrzostwach świata w Eugene wywalczył złoty medal w sztafecie 4 × 100 metrów, ponadto brał udział w biegach finałowych na 100 i 200 metrów.
Na igrzyskach olimpijskich 2024 zdobył złoty medal w sztafecie 4 × 100 metrów.
Medalista mistrzostw NCAA.

## Osiągnięcia
| Rok  | Impreza                               | Miejsce        | Konkurencja        | Lokata     | Wynik   |
| ---- | ------------------------------------- | -------------- | ------------------ | ---------- | ------- |
| 2009 | Mistrzostwa świata juniorów młodszych | Bressanone     | bieg na 100 m      | 2. miejsce | 10,74   |
| 2009 | Mistrzostwa świata juniorów młodszych | Bressanone     | sztafeta szwedzka  | 5. miejsce | 1:53,51 |
| 2010 | Mistrzostwa świata juniorów           | Moncton        | bieg na 200 m      | 3. miejsce | 20,91   |
| 2010 | Mistrzostwa świata juniorów           | Moncton        | bieg na 100 m      | 5. miejsce | 10,48   |
| 2011 | Mistrzostwa panamerykańskie juniorów  | Miramar        | bieg na 100 m      | 3. miejsce | 10,25   |
| 2011 | Mistrzostwa panamerykańskie juniorów  | Miramar        | sztafeta 4 × 100 m | 2. miejsce | 39,97   |
| 2012 | Igrzyska olimpijskie                  | Londyn         | bieg na 200 m      | półfinał   | 20,42   |
| 2013 | Mistrzostwa świata                    | Moskwa         | bieg na 100 m      | półfinał   | 10,15   |
| 2013 | Mistrzostwa świata                    | Moskwa         | sztafeta 4 × 100 m | 3. miejsce | 37,92   |
| 2014 | Igrzyska Wspólnoty Narodów            | Glasgow        | bieg na 100 m      | półfinał   | 10,17   |
| 2015 | Mistrzostwa świata                    | Pekin          | bieg na 100 m      | półfinał   | 10,15   |
| 2015 | Mistrzostwa świata                    | Pekin          | bieg na 200 m      | eliminacje | 20,43   |
| 2015 | Mistrzostwa świata                    | Pekin          | sztafeta 4 × 100 m | 3. miejsce | 38,13   |
| 2016 | Igrzyska olimpijskie                  | Rio de Janeiro | bieg na 200 m      | półfinał   | 20,37   |
| 2016 | Igrzyska olimpijskie                  | Rio de Janeiro | sztafeta 4 × 100 m | 3. miejsce | 37,64   |
| 2017 | IAAF World Relays                     | Nassau         | sztafeta 4 × 100 m | –          | DNF     |
| 2017 | IAAF World Relays                     | Nassau         | sztafeta 4 × 200 m | 1. miejsce | 1:19,42 |
| 2017 | Mistrzostwa świata                    | Londyn         | bieg na 200 m      | eliminacje | DQ      |
| 2017 | Mistrzostwa świata                    | Londyn         | sztafeta 4 × 100 m | 6. miejsce | 38,59   |
| 2018 | Igrzyska Wspólnoty Narodów            | Gold Coast     | bieg na 200 m      | 2. miejsce | 20,34   |
| 2018 | Mistrzostwa NACAC                     | Toronto        | bieg na 200 m      | 2. miejsce | 20,20   |
| 2018 | Mistrzostwa NACAC                     | Toronto        | sztafeta 4 × 100 m | 1. miejsce | 38,57   |
| 2019 | Mistrzostwa świata                    | Doha           | bieg na 100 m      | 8. miejsce | 10,08   |
| 2019 | Mistrzostwa świata                    | Doha           | bieg na 200 m      | 6. miejsce | 20,10   |
| 2019 | Mistrzostwa świata                    | Doha           | sztafeta 4 × 100 m | eliminacje | 37,91   |
| 2021 | Igrzyska olimpijskie                  | Tokio          | bieg na 200 m      | 6. miejsce | 20,20   |
| 2021 | Igrzyska olimpijskie                  | Tokio          | sztafeta 4 × 100 m | 2. miejsce | 37,70   |
| 2022 | Mistrzostwa świata                    | Eugene         | bieg na 100 m      | 8. miejsce | 10,07   |
| 2022 | Mistrzostwa świata                    | Eugene         | bieg na 200 m      | 7. miejsce | 20,18   |
| 2022 | Mistrzostwa świata                    | Eugene         | sztafeta 4 × 100 m | 1. miejsce | 37,48   |
| 2023 | Mistrzostwa świata                    | Budapeszt      | bieg na 200 m      | półfinał   | DQ      |
| 2023 | Mistrzostwa świata                    | Budapeszt      | sztafeta 4 × 100 m | eliminacje | 38,25   |
| 2024 | World Athletics Relays                | Nassau         | sztafeta 4 × 100 m | 2. miejsce | 37,89   |
| 2024 | Igrzyska olimpijskie                  | Paryż          | bieg na 100 m      | eliminacje | DQ      |
| 2024 | Igrzyska olimpijskie                  | Paryż          | bieg na 200 m      | półfinał   | 20,57   |
| 2024 | Igrzyska olimpijskie                  | Paryż          | sztafeta 4 × 100 m | 1. miejsce | 37,50   |
| 2025 | World Athletics Relays                | Kanton         | sztafeta 4 × 100 m | 3. miejsce | 38,11   |

## Rekordy życiowe
- bieg na 100 metrów – 9,96 (2016) / 9,87w (2022)
- bieg na 200 metrów – 19,95 (2019)
- bieg na 200 metrów (hala) – 20,53 (2014) były rekord Kanady

23 lipca 2022 biegł na pierwszej zmianie kanadyjskiej sztafety 4 × 100 metrów, która czasem 37,48 ustanowiła aktualny rekord kraju w tej konkurencji.